# V1042 Геркулеса
V1042 Геркулеса (лат. V1042 Herculis) — двойная затменная переменная звезда типа Беты Лиры (EB) или затменная переменная звезда типа W Большой Медведицы (EW)* в созвездии Геркулеса на расстоянии приблизительно 1345 световых лет (около 412 парсек) от Солнца. Видимая звёздная величина звезды — от +13,09m до +11,94m. Орбитальный период — около 0,5111 суток (12,268 часа).
Открыта проектом ROTSE-1 в 2000 году*.

## Характеристики
Первый компонент — жёлтый карлик спектрального класса G. Радиус — около 1,77 солнечного, светимость — около 2,145 солнечной. Эффективная температура — около 5250 K.
Второй компонент — жёлтый карлик спектрального класса G.